# Arbon (huyện)
Huyện Arbon (tiếng Pháp: District du Arbon, tiếng Đức: Bezirk Arbon) là một huyện hành chính của Thụy Sĩ. Huyện này thuộc bang Thurgau. Huyện Arbon có diện tích 70 km², dân số theo thống kê của cục thống kê Thụy Sĩ năm 1999 là 36652 người. Trung tâm của huyện đóng ở Arbon. Mã của huyện là 2001.